# Eleições legislativas regionais nos Açores em 2004
As eleições legislativas regionais nos Açores em 2004, também designadas eleições para a Assembleia Legislativa da Região Autónoma dos Açores, realizaram-se a 17 de outubro e delas resultou a vitória do Partido Socialista (PS), liderado por Carlos César.
A campanha eleitoral para as legislativas regionais nos Açores decorreu de 3 a 15 de outubro.
A abstenção foi de 44,77%, ou seja, dos 191 127 eleitores recenseados votaram 105 556.

## Partidos
Os partidos e coligações que concorreram às eleições para a Assembleia Legislativa da Região Autónoma dos Açores em 2004 foram os seguintes:
| Sigla | Sigla          | Partido/Coligação                    |
| ----- | -------------- | ------------------------------------ |
|       | B.E.           | Bloco de Esquerda                    |
|       | MPT            | MPT – Partido da Terra               |
|       | PCP–PEV        | CDU – Coligação Democrática Unitária |
|       | PDA            | Partido Democrático do Atlântico     |
|       | PPD/PSD.CDS–PP | Coligação Açores                     |
|       | PPM            | Partido Popular Monárquico           |
|       | PS             | Partido Socialista                   |

## Resultados
Resultados regionais apurados pela Comissão Nacional de Eleições.

Deputados eleitos e partido mais votado por círculo eleitoral.

| Partido                                                                                         | Partido             | Candidato            | Votos   | Votos (%) | Votos (±) | Assentos | Assentos (%) | Assentos (±) |
| ----------------------------------------------------------------------------------------------- | ------------------- | -------------------- | ------- | --------- | --------- | -------- | ------------ | ------------ |
|                                                                                                 | PS                  | Carlos César         | 60 140  | 56,97%    | +7,77%    | 31       | 59,62%       | +1           |
|                                                                                                 | Coligação Açores(a) | Victor do Couto Cruz | 38 883  | 36,84%    | +36,84%   | 21       | 40,38%       | +21          |
|                                                                                                 | PCP–PEV(b)          | -                    | 2 942   | 2,79%     | −2,04%    | 0        | 0%           | −2           |
|                                                                                                 | B.E.                | -                    | 1 022   | 0,97%     | −0,41%    | 0        | 0%           | 0            |
|                                                                                                 | MPT                 | -                    | 369     | 0,35%     | +0,35%    | 0        | 0%           | 0            |
|                                                                                                 | PPM                 | -                    | 293     | 0,28%     | +0,28%    | 0        | 0%           | 0            |
|                                                                                                 | PDA                 | -                    | 248     | 0,23%     | +0,23%    | 0        | 0%           | 0            |
| Totais                                                                                          | Totais              | Totais               | 103 897 |           |           | 52       |              |              |
| Votos em Branco                                                                                 | Votos em Branco     | Votos em Branco      | 879     | 0,83%     | −0,06%    |          |              |              |
| Votos Nulos                                                                                     | Votos Nulos         | Votos Nulos          | 780     | 0,74%     | −0,12%    |          |              |              |
| Participação                                                                                    | Participação        | Participação         | 105 556 | 55,23%    | +1,93%    |          |              |              |
| ↑(a) PCP e PEV concorreram em coligação. ↑(b) PPD/PSD e CDS–PP concorreram na Coligação Açores. |                     |                      |         |           |           |          |              |              |
| Fonte: Comissão Nacional de Eleições                                                            |                     |                      |         |           |           |          |              |              |